# かまいたち (お笑いコンビ)
かまいたちは、吉本興業（東京本社）所属のお笑いコンビ。2004年結成。NSC大阪校26期生。
2009年4月28日から、コンビ名を漢字表記の「鎌鼬」からひらがなの「かまいたち」へ変更した。第33回ABCお笑いグランプリ初代王者、歌ネタ王決定戦2016、キングオブコント2017王者、M-1グランプリ2019 準優勝。

## メンバー
山内 健司（やまうち けんじ、1981年〈昭和56年〉1月17日 - ）（44歳）
ボケ・ツッコミ・ネタ作り担当、立ち位置は向かって左。
島根県松江市出身。
身長167cm、血液型B型。
松江市立本庄小学校、松江市立本庄中学校、島根県立松江東高等学校、奈良教育大学卒業。中学校（社会）・高等学校教諭一種免許状(日本史)保有。図書館司書資格取得。
2017年2月22日、一般女性と結婚。
2018年6月26日、第一子となる長男が誕生。
2021年11月26日、第二子となる次男が誕生。

濱家 隆一（はまいえ りゅういち、1983年〈昭和58年〉11月6日 - ）（41歳）
ツッコミ・ボケ担当、立ち位置は向かって右。身長187cm、血液型B型。
大阪府大阪市東淀川区出身。
大阪市立豊里小学校、大阪市立東淀中学校、大阪府立茨木東高等学校 （現・大阪府立北摂つばさ高等学校）卒業。
2017年5月5日、一般女性と結婚。
2019年2月22日、第一子となる長女が誕生。
2022年4月15日、第二子となる長男が誕生。

## 来歴
コンビ結成以前
2人ともNSC大阪校へ26期生として入学。山内は授業ごとに毎回新ネタを披露するなどしていたが、極度のあがり症が災いし、審査員からの評価が芳しくなく、ピン芸人として1年間は最低のCクラスだった。濱家はNSCの授業料が免除されるAクラスで、コンビを結成してからは、AまたはBクラスで、解散後はCクラスとなった。Cクラスとなった際に山内と知り合い連絡先を交換した。
コンビ結成 - 大阪時代
2004年5月、NSC卒業後濱家が5人目の相方と解散した後、オーディションライブでピン芸人として活動していた山内のネタを見て面白いと思い連絡。コンビを結成。結成初期から数多くの賞を受賞する。
2009年、『めちゃ×2イケてるッ!』『はねるのトびら』の系譜である、フジテレビのコント番組『ふくらむスクラム!!』のレギュラーに抜擢されるが、番組はリニューアル版の『1ばんスクラム!!』と合わせても1年で終了してしまう。その後、大阪では東京進出した千鳥・銀シャリらが担っていた仕事を引き継ぐなどロケを数多くこなす。その数は「オンエア数で言えば1年間で300本」というほど。数の多さ、また内容の濃さなどから「ロケの達人」「ロケの鬼」と度々称される。
baseよしもとおよび5upよしもとへ出演していた。2014年2月卒業。
2017年、キングオブコントで優勝を成し遂げる。もっともその後しばらくは準優勝したにゃんこスターの方が露出が多く、「俺らが優勝したんや!」と愚痴をこぼして笑いを獲ることが定番となっていた。
東京進出 - 現在
2018年3月、大阪のレギュラー番組7本を卒業、1本（『NMBとまなぶくん』）だけを残し同年4月東京へ再進出、活動拠点を移す。
2019年、結成15年のラストイヤーでM-1グランプリに出場し準優勝。2022年現在、キングオブコント優勝かつM-1グランプリで準優勝となった唯一のコンビである。
2020年2月、YouTubeチャンネルを開設。チャンネル名は『ダウンタウンDX』（日本テレビ）内で松本人志（ダウンタウン）により命名された「ねおミルクボーイ」だったが、後に「かまいたちチャンネル」へと改めた。なお、かまいたちチャンネルのチャンネルアートは「ねおミルクボーイ」のままとなっており、動画内のアイキャッチとしても用いられている。
2020年4月、初の地上波冠レギュラー番組『かまいたちの机上の空論城』（関西テレビ）がスタート。
2020年5月、「かまいたちチャンネル」の生配信中に登録者数が50万人を突破。同時に個々をメインとしたサブチャンネル「はまいたちチャンネル（後に後輩芸人である見取り図リリーとのチャンネル、はまリリ酒呑みチャンネルへ改名）」「ニャンチューバーねこうちさんの部屋」の開設も発表した。
2021年3月16日、かまいたちチャンネルの登録者数が100万人を突破。
2021年9月25日、2年ぶりとなる単独ライブ「ON THE WAY」を開催。同ライブは吉本の単独ライブで史上最高の配信売上枚数(1万8547枚)を達成した。
2021年10月15日、公式ファンクラブ「OMAETACHI」を開設。
2023年2月2日、日本武道館にて自身最大規模の単独ライブとなる 「DESIRE」を開催。
2023年6月8日、かまいたちチャンネルの登録者数が200万人を突破。

## 芸風
漫才・コント両方をしており、どちらもM-1グランプリやキングオブコントなどの賞レースで上位の成績を記録している。
仕事のモットーは「怠惰を求めて勤勉に行き着く」であり、共通の目標は「大金持ちになって将来的に帰阪すること」。意志の統一が図れているのがコンビとしての強みであるとのこと。
ネタ作りは山内が日常で面白いと思った視点をメモし、そこから原案を作り、それを濱家や作家と話し合いを繰り返して何度もブラッシュアップするスタイル。
売れっ子になり、多忙となった現在では、テレビ番組でネタを披露するときは、基本的に漫才を行っている。

### 漫才
- 漫才は、ボケとツッコミを分けたオーソドックスなスタイル。正統派のしゃべくり漫才と山内が狂気的なキャラクターに扮するコント漫才のどちらも行っている。
- 漫才日本一を決める大会であるM-1グランプリでは2017年からラストイヤーの2019年まで3年連続で決勝進出を果たし、ラストイヤーには準優勝も果たしている。

### コント
- コントも基本的にはボケとツッコミの役割はそのままであるが、漫才と異なって濱家がボケを担当したり、明確なボケ・ツッコミの役割が無いネタも存在する。
- 第33回ABCお笑いグランプリではコントで優勝。
- キングオブコントでは2008年から2014年までは準決勝、2016年に初の決勝進出を果たし3位。2017年には優勝し、第8回大会以降において、2017年当時のファイナルステージ最高得点である478点を記録し、優勝した。

### YouTube
- YouTubeでは「好きな〇〇Best3」や「◯◯先生」など、様々な企画を行っており、数百万再生を達成している動画も多数ある。賞レースに芸歴制限で出られなくなった為、今はYouTubeが自分たちにとってのレース場であると述べている[27]。芸人のYouTubeを視聴している中田敦彦（オリエンタルラジオ）が「かまいたちだけYouTubeにも本気」と感想を語っていた[28]。

## エピソード
- 下積みが比較的長かったこともあり[29]、現在ではMC・トーク・ロケ・全方位対応芸人と評される場合も多い[30][31]。
- 旧コンビ名『鎌鼬』の頃は山内がチャン・ドン・ゴン・ゲンという中国人に扮し、叫ぶ際に銅鑼を鳴らすというネタを行っていた。『爆笑レッドカーペット』（フジテレビ）などのショートネタブームに合わせて作り、ウケないながらもしがみついていたが後々やめた[18]。
- ブレイク前は、実力はあるのにパッとしない「地味芸人」等の企画などに呼ばれてネタを披露していた。売れない理由として、「圧倒的に華がない」と鬼越トマホークの喧嘩ネタで指摘されていた[32]。その後、2人とも減量に成功したり池田美優から宣材写真プロデュースを受けるなど[33]、少しずつ洗練されていった。特に、濱家の過去写真は別人クラスと度々話題になっている[34]。
- 下積み時代に濱家は酒に溺れて遅刻を繰り返していたが、山内は『濱家も今の状況はダメやと分かっているはず。』と信じ続け、濱家には『仕事が貰えないのは俺がそれくらいのネタしか作れへんからや。ごめんな。』と自分を責め、相方である濱家を責める事はしなかった。さらに山内は『暇やからお前は酒を飲んでしまうんやろ？俺が良いネタ書いて飲む暇もなくなるくらいテレビに呼ばれたり仕事が来るようにするから。』と約束し、濱家も山内の想いに応えるように態度を改めたという。
- 大阪時代はロケを年間300本（O.A.）程こなしており、ロケの達人を決定する番組の称号である「外王」を2回獲得している。この時期に「お笑いの筋肉がムッキムキに鍛えられた」と、山内がエッセイで語っている。
- コンビ間の連携が非常に良く、その息の合った掛け合いは「ヘビー級チャンピオンがボッコボコ殴り合ってるみたいに凄まじい」と、若林正恭（オードリー）から評された[35]。芸人の仕事に対しては、お互いに「もし相方が辞めたら、お笑いは続けられない」と話している[36][37]。『かまいたちのヘイ!タクシー!』（TBSラジオ）のグッズであるスマホケースを2人とも使用していたり[38]、コンビ仲の良さが垣間見えるエピソードが他の芸人に比べて多い。
- 若手時代は「ネタ合わせと称して、7割はパチスロを打ちに行ってた」と語るほど2人ともパチスロにハマっていた[39]。そのため2021年に入り、自らのYouTubeチャンネルでもパチスロの話題を取り上げるようになり、中でも同年8月に生配信した「［生パチスロ配信］かまいたちが北斗の拳パチスロでラオウが昇天するまで終われません!」では、同時接続数が19万人を超え世界でのランキング1位を獲得した[40]。
- メディアでも取り上げられるほどに元マネージャー（樺澤まどか）が美人であることも有名[41]。

### M-1グランプリ
大会には結成年からエントリーしており、2005年大会から大会復活後の2016年大会まで8大会連続で敗者復活戦に出場。結成13年の2017年大会からラストイヤーの2019年大会まで3年連続で決勝戦に進出した。
2017年
キングオブコント優勝コンビが同年の大会で決勝進出したのは初である。ネタ順5番目に登場し、ネタ「怖い話」を披露しオール巨人から今大会の最高評点を得たが、最終決戦に残ることはできなかった。なお、スーパーマラドーナとは、点数だけでなく高得点をつけた審査員の数も同じだったため、M-1史上初となる順位の優劣がつかないケースとなった。

2018年
3番目に登場しネタ、「タイムマシン」を披露。序盤と終盤でいつの間にかボケとツッコミの立場が逆転しているという高等テクニックを使用したが、審査員の立川志らくから「上手さを感じさせすぎてしまった」と言われるなど伸び悩み、得点・順位共に前年を下回る結果に終わった。

2019年
ラストイヤー、当初は山内の意向で不参加の方針だったが、前年までの漫才の出来に納得いっていなかった濱家との複数回の話し合いを経て不参加を撤回し出場。ネタ順2番目で「USJとUFJ」を披露し、審査員全員から93〜95点を得て、2番手ながら660点という高得点を記録。その後にネタを披露したミルクボーイが681点（大会史上最高得点、2024大会終了時点）を叩き出したため、2位通過での最終決戦進出となった。
最終決戦では「となりのトトロ」ネタを披露。優勝こそ逃したが、子供時代からの憧れでもあるダウンタウン松本人志から唯一の最終投票での票を得ることができ、山内は「審査員の松本さんの1票が入ったから、芸人としては嬉しい。それで成仏できた。あれがなかったら2位とは言えない。最後のM-1を納得できる形で終われた」と回顧している。また、前回大会で抑えめな点数をつけた志らくも今大会では「参りました」とコメントしてファーストラウンドでは95点の高得点をつけ、最終決戦ではミルクボーイに投票したものの「かまいたちに優勝させたかった、ただそれだけです。」とコメントした。

## 出囃子
- RADWIMPS「イーディーピー 〜飛んで火に入る夏の君〜」
  - 2人ともかねてからRADWIMPSのファンであったため出囃子に使用していた。その後Twitterでのやりとりがきっかけでボーカルの野田洋次郎と交友関係を持つようになり、2019年のM-1後も野田主催の打ち上げが行われた[43]。

## 賞レース成績・受賞歴など

### M-1グランプリ（成績）
| 年     | 結果         | エントリーNo. | 決勝戦キャッチコピー | 備考                                     |
| ------ | ------------ | ------------- | -------------------- | ---------------------------------------- |
| 2004年 | 2回戦敗退    | 789           |                      |                                          |
| 2005年 | 準決勝敗退   | 1371          |                      |                                          |
| 2006年 | 準決勝敗退   | 3875          |                      |                                          |
| 2007年 | 準決勝敗退   | 4194          |                      |                                          |
| 2008年 | 準決勝敗退   | 4436          |                      |                                          |
| 2009年 | 準決勝敗退   | 4578          |                      |                                          |
| 2010年 | 準々決勝敗退 | 4790          |                      | 予選33位                                 |
| 2015年 | 準決勝敗退   | 72            |                      | 予選21位、敗者復活戦15位                 |
| 2016年 | 準決勝敗退   | 229           |                      | 予選17位、敗者復活戦5位                  |
| 2017年 | 決勝4位      | 37            | 史上初の2冠へ        |                                          |
| 2018年 | 決勝5位      | 2851          | 史上初の2冠へ        |                                          |
| 2019年 | 決勝2位      | 4440          | 憑依する漫才         | ラストイヤー、ファーストラウンド 2位通過 |

### キングオブコント
| 年     | 結果       | 決勝戦キャッチコピー            | 備考                       |
| ------ | ---------- | ------------------------------- | -------------------------- |
| 2008年 | 準決勝敗退 |                                 |                            |
| 2009年 | 準決勝敗退 |                                 |                            |
| 2010年 | 準決勝敗退 |                                 |                            |
| 2011年 | 準決勝敗退 |                                 |                            |
| 2012年 | 準決勝敗退 |                                 |                            |
| 2013年 | 準決勝敗退 |                                 |                            |
| 2014年 | 準決勝敗退 |                                 |                            |
| 2015年 | 2回戦敗退  |                                 |                            |
| 2016年 | 決勝3位    | 浪速のエースが旋風を巻き起こす! | ファーストステージ 3位通過 |
| 2017年 | 優勝       | 浪速のエース 狙うは王者のみ     | ファーストステージ 2位通過 |

### その他
- 2007年 第28回ABCお笑い新人グランプリ 最優秀新人賞
- 2007年 笑いの超新星 新人賞
- 2008年 第43回上方漫才大賞 新人賞
- 2012年 第33回ABCお笑いグランプリ 優勝
- 2012年 第42回NHK上方漫才コンテスト 優勝
- 2013年 日清食品 THE MANZAI 本戦サーキット敗退
- 2014年 日清食品 THE MANZAI 本戦サーキット敗退
- 2016年 歌ネタ王決定戦2016 優勝
- 2019年 第54回上方漫才大賞 奨励賞
- 2020年 第5回上方漫才協会大賞 特別賞
- 2021年 第56回上方漫才大賞 大賞[51]

## 出演

### テレビ

#### レギュラー番組
現在
- かまいたちの机上の空論城（関西テレビ、2020年4月11日 - ） - MC・冠番組
- かまいガチ（テレビ朝日、2020年10月6日 - ）- MC・冠番組
- かまいたちの掟（さんいん中央テレビ、2020年10月8日 - ）- 冠番組
- かまいたちの知らんけど（毎日放送、2021年1月14日 - ）- 冠番組
- 火曜は全力!華大さんと千鳥くん（関西テレビ、2021年4月6日 - ）
- 千鳥かまいたちゴールデンアワー（日本テレビ、2021年 - ） - MC・冠番組
- 千鳥の鬼レンチャン（フジテレビ、2022年5月1日 - ）- 対決パネラー
- これ余談なんですけど・・・（朝日放送テレビ、2021年1月12日 - 6月23日、2022年11月2日 - ） - MC
- 街グルメをマジ探索!かまいまち（フジテレビ、2024年4月18日 - ） - MC・冠番組
- 一茂×かまいたち ゲンバ（日本テレビ、2024年12月1日 - ） - MC・冠番組
- JAPANをスーツケースにつめ込んで! 〜世界に日本を持ってった〜（テレビ東京、2025年4月14日 - ） - MC
- ニューかまー（TBS、2025年5月12日 - ） - MC・冠番組

過去
- 鉄筋base → 炎上base（関西テレビ、2008年4月 - 2010年3月）
- ふくらむスクラム!!（フジテレビ、2009年4月 - 2010年3月）
- もりすぎ★パンチ（東海テレビ、2008年4月 - 2009年3月）
- レッドカーダ!（テレビ大阪、2010年10月 - 2011年3月） - 2011年1月からは不定期出演
- わっしょい!5up（朝日放送テレビ、2011年5月 - 2012年3月）
- 雨上がりのやまとナゼ?しこ（朝日放送テレビ、2011年12月 - 2015年11月）
- あしたモテ期にな〜れ! てるてるモテるちゃん（読売テレビ、2012年1月 - 2012年3月）
- ときめき☆ダンシャリアン（関西テレビ、2012年2月・9月・12月）
- もってる!? モテるくん（読売テレビ、2012年3月 - 2014年3月）
- もうチョイ!かま天マーケット（読売テレビ、2014年10月9日 - 2015年4月1日） - その後特番にて復活あり。
- 見知らぬ関西新発見!みしらん（朝日放送テレビ、2012年4月 - 2013年9月）
- せやねん!（毎日放送、2012年2月 - 2018年3月31日）
- NMBとまなぶくん（関西テレビ、2013年4月 - 2020年3月） - MC
- 雨上がりの「Aさんの話」〜事情通に聞きました!〜（朝日放送テレビ、2016年1月 - 2018年3月 ）
- ごきげんライフスタイル よ〜いドン!（月 - 金：関西テレビ、2017年4月 - 2018年3月） -「商店街の気になるアノ店 いっちゃん高いもんHOWMUCH!?」のコーナー
- 趣味どきっ!「ぐっと身近に!アジアごはん」（NHK Eテレ、2018年8月 - 9月）
- もう少し、嫌な奴（朝日放送テレビ、2019年3月 - 2019年9月）
- ワンピースバラエティ 海賊王におれはなるTV（フジテレビ、2020年8月7日 - 2024年10月） - MC
- マッドマックスTV（テレビ朝日、2020年10月28日 - 2021年9月28日） - MC非常に好調だったが多忙のためMCを他芸人へ交代。
- 天才てれびくんhello,（NHK Eテレ、2020年4月6日 - 2022年3月）
- お仕事search!それってグッジョブ（テレビ東京、2021年3月31日 - 2025年3月27日）- MC
- 快答!50面SHOW（TBS、2021年6月20日 - 7月25日）
- ウラ撮れちゃいました（テレビ朝日、2021年9月23日 - 2022年9月15日） - MC
- 超無敵クラス（日本テレビ、2021年10月5日 - 2025年3月30日）- MC
- イタズラジャーニー（フジテレビ、2022年10月15日 - 2024年9月28日）
- 形から入ってみた（TBS、2023年4月24日 - 7月3日）- MC元々3ヶ月のみのレギュラーとして決まっていた。
- ジョンソン（TBS、2023年10月23日 - 2024年9月30日 ）

### 特番
現在
- 新春!爆笑ヒットパレード（フジテレビ、2013年1月1日・2018年1月1日 - ）- コーナーMC→総合司会
- ドリーム東西ネタ合戦（TBS、2018年1月1日 - ）- 西軍メンバー
- クイズ!よしもとキングダム（関西テレビ、2020年12月29日 - ） - MC
- 卒業RECORD #ソツレコ（毎日放送、2021年3月28日 - ）- MC[56]
- 中川家&かまいたちのラブネタ（毎日放送、2021年12月5日 - ）- MC・冠番組
- かまいたちのミライテスト（関西テレビ、2021年12月18日・2022年6月25日） - MC・冠番組
  - かまいたちのミライサロン（関西テレビ、2023年2月25日 - ）- MC・冠番組[57]
- THE CONTE（フジテレビ、2022年8月7日 - ） - MC

過去
- てっぱん芸人!?鎌鼬!!（朝日放送、2007年7月6日）- 冠番組
- ヨルスパ!「勝手に見極めバラエティー ついにしっぽを出しました…!!」（関西テレビ、2013年4月1日） - MC
- 初笑い!朝まで爆笑寄席（テレビ東京、2016年1月1日・2017年1月1日）
- かまいたちの世界で100万つかいきれMILLION¥TRAVEL（毎日放送、2016年12月16日）- 冠番組
- やすとも&かまいたちのコレ見な人生損している!?（読売テレビ、2017年3月18日）- MC・冠番組
- ENGEIグランドスラム（フジテレビ、2017年5月6日 - 2022年2月26日）
- トットとスターになれ! 〜かまいたちから試練の道SP〜（関西テレビ、2018年1月20日）- 冠番組
- 穴埋めデータSHOW（読売テレビ、2018年3月10日・12月8日） - MC
- 探求イッパ 〜見つけた!10%のスゴイ世界〜（中部日本放送、2018年4月12日）[58]
- ロケ芸人最強決定戦 外王（フジテレビ、2018年8月15日・2019年3月17日）- ロケ芸人
- かまいたちと行く!平成やりきりトラベル（さんいん中央テレビ、2019年1月3日）- 冠番組
- かまいたちの机上の空論城（関西テレビ、2019年9月16日・2020年3月9日）- 濱家：MC、山内：空論城城主・冠番組
- もぐもぐかまいたち!! 〜1万円で食べ尽くす 石川・富山グルメツアー〜（北陸放送・チューリップテレビ、2019年9月25日）- 冠番組[59]
- FNS27時間テレビ にほんのスポーツは強いっ!（フジテレビ、2019年11月2日・3日）- 「さんまのお笑い向上委員会」向上委員会メンバー
  - FNS27時間テレビ 鬼笑い祭（フジテレビ、2023年7月22日・7月23日） - 総合司会[注釈 11]
  - FNS27時間テレビ 日本一たのしい学園祭!（フジテレビ、2024年7月20日）-「千鳥の鬼レンチャン」パネラー[注釈 12]
- THE MISSION かまいたちのスニーカーぶる～す（さんいん中央テレビ、2019年12月29日）- 冠番組
- 知らんけど（毎日放送、2020年2月8日）- MC
- わらいたち（さんいん中央テレビ、2020年2月27日 - 3月26日）- 冠番組
- いよいよR-1ぐらんぷり2020 ファイナリスト大集合!〜ネタ以外で戦ってもらいましたSP〜（フジテレビ、2020年3月3日） - MC
- ピン様×キリ様（テレビ朝日、2020年4月11日 - 2021年5月29日） - MC
- クイズ!その時スーパースターは?（日本テレビ、2020年6月29日） - 濱家：MC、山内：パネラー
- 快答!50面SHOW（TBS、2020年7月25日・2021年2月19日・9月14日）- 解答者
- どうぶつ投稿ランド（TBS、2020年8月21日） - MC
- ただ今、コント中。（フジテレビ、2020年8月29日 - 2022年11月16日）
- 梅沢・かまいたち&しずちゃん・ぼる塾のタンデム自転車で行く福島バラエティロード（福島中央テレビ、2020年9月5日）- 冠番組
- お笑いの日（TBS、2020年9月26日・2021年10月2日・2024年10月12日）- 総合司会（24年のみ）
- かまいたち×NMB48のイイ記事なってんね〜!（関西テレビ、2020年9月26日）- MC・冠番組・
- 笑う村には福きたる 〜村人100人笑うかな?〜（TBS、2020年9月28日） - MC
- 千鳥の鬼レンチャン（フジテレビ、2020年10月9日 - 2021年12月29日）- 対決パネラー
- 土曜☆ブレイク（TBS）
  - 漁船まるごと食べよう（2020年10月10日） - MC
  - 〜笑って学べるネタSHOW〜 笑ってもイイ授業（2020年12月19日） - MC
  - 胸キュン検定!（2021年2月20日） - MC
- 超無敵クラス（日本テレビ、2020年11月15日・2021年3月16日）- 濱家：担任、山内：「超無敵クラス」の一員
- 人生いろいろドア もう二度と会えないと思ってたあの人と再会SP（フジテレビ、2020年11月21日） - MC
- 水曜NEXT!（フジテレビ）
  - ゆるNSクラブ（2020年12月3日・10日） - 司会
  - 絶対!見たくな〜るTV（2021年7月8日・15日） - 濱家：MC、山内：ナレーション
  - かまいたちの謎NSアワード（2021年7月22日・29日）- MC・冠番組
- フジバラナイト（フジテレビ)
  - さまぁいたちのポクスル（2020年12月5日） - MC・冠番組
  - かまいたちのあつまれ!どうぶつの話（2021年11月20日）- MC・冠番組
- グッジョブ 〜私たち、めっちゃ汗かきました!〜（テレビ東京、2020年12月17日） - MC
- 気になる1位サンの日常（テレビ東京、2020年12月21日・2021年3月24日） - MC
- わぎゅいたち（テレビ朝日、2020年12月28日・2021年4月3日）- MC・冠番組
- ハラいたちの赤点君、社会科見学に行く（フジテレビ、2020年12月29日） - MC・冠番組
- 千鳥vsかまいたち（日本テレビ、2021年1月3日・4月19日）- MC・冠番組
- 日曜ワンダー!「超絶!THE空中サバイバル」（フジテレビ、2021年2月7日） - MC[60]
- アレの!?顔が見える探偵社（テレビ朝日、2021年2月27日） - 探偵[61]
- 恋する36時間（日本テレビ、2021年3月13日） - MC
- かまいたちの絶品!ブサカナちゃん 〜全国の漁師がリポートバトル〜（TVQ九州放送、2021年3月27日）-  MC・冠番組
- かまいたち特番! 芸能人による究極の心理バトル あなただけが知っています。（読売テレビ、2021年3月27日）
- 天才vs大群（TBS、2021年4月3日 - 2022年2月15日） - MC
- 新ご当地グルメ創作バトル!うまいたち（フジテレビ、2021年5月15日） - MC・冠番組
  - 街グルメをマジ探索!かまいまち（フジテレビ、2021年6月14日 - 2022年5月18日）- MC・冠番組
- 和牛×かまいたちのいいダシとってんね〜（南海放送、2021年5月22日）- MC・冠番組
- かまいたちの名物名所先取り旅（テレビ東京、2021年5月22日 - 2024年6月5日）- チームリーダー・冠番組
- 背筋も凍るほわ〜い話（TBS、2021年7月24日 - 2023年5月26日）- MC
- これ余談なんですけど・・・（朝日放送、2021年8月16日・2022年1月3日）- MC
- 宿泊冒険バラエティー 俺たちヤドベンジャー（テレビ大阪、2021年9月11日・2022年3月12日） - MC
- 陰さま陽さまキャラ図鑑（朝日放送、2021年9月15日） - 濱家：MC、山内：陰さま
- かまいたちのいただきハウス（テレビ朝日、2021年9月18日） - MC・冠番組
- かまいたちの100均物件（関西テレビ、2021年9月18日・2022年9月25日） - MC・冠番組
- 全国高等学校クイズ選手権（日本テレビ、2021年9月10日・2024年9月10日）- パーソナリティー[62]
- お笑いオムニバスGP（フジテレビ、2021年9月20日・2023年1月2日）- お笑い見届け人
- キングオブコント（TBS、2021年10月2日 - 2023年10月21日）- 濱家：暫定席スペシャルサポーター、山内：審査員
- 歌ネタFES（毎日放送、2021年10月3日） - MC
- 池上かまいたちのイイうっぷんですね! ～あなたのグチから日本が見える〜（フジテレビ、2021年10月24日・2022年10月7日）- MC・冠番組[63]
- バラエティ司会者芸人夢の共演スペシャル（テレビ朝日、2021年11月7日・2024年2月17日）
- イタズラジャーニー（フジテレビ、2021年11月21日・2022年6月4日）- ジャーニー
- ビートたけしの超常現象!?不思議だなニュース（テレビ朝日、2021年12月1日） - 進行
- かまいたちの小金持ちになりたいTV（フジテレビ、2021年12月4日） - MC・冠番組
- 「笑って年越したい!!笑う大晦日」直前から笑って過ごそうSP!（日本テレビ、2021年12月31日） - MC
- あたらしいテレビ2022（NHK総合、2022年1月1日） - MC[64]
- かまいたちのぶっつけ本番グランプリ!（テレビ朝日、2022年1月6日）- MC・冠番組
  - かまいたちの人生初めてグランプリ（テレビ朝日、2022年4月15日）- MC・冠番組
- 爆さまネプナイン（フジテレビ、2022年3月27日）- 進行
- かまいたちの売れチャレ（日本テレビ、2022年3月28日 - 2023年9月14日）- MC・冠番組
- かまいたちのこっそり大富豪TV（フジテレビ、2022年4月20日・11月6日）- MC・冠番組
- ニュースそこだけファイル（TBS、2022年5月14日 - 2023年4月7日）- MC
- アゲアゲ!あげいたち（BSよしもと、2022年5月15日） - MC・冠番組
- サンバリュ（日本テレビ）
  - かまいたちのアイツが俺に火をつけた（2022年6月5日） - MC・冠番組
  - 一茂vsかまいたち 真実は一つじゃない（2024年6月30日）- MC・冠番組
- かまいたち眼福ちゃんねる（毎日放送、2022年6月26日） - MC・冠番組
- やりおる!行動経済学 〜かまいたちとちまたのアカンたち〜（NHK総合、2022年8月26日） - MC・冠番組
- 形から入ってみた（TBS、2022年9月19日 - 2023年3月23日・7月7日）- MC
- かまいたちのオモロい協会見つけました!（TVQ九州放送、2022年11月23日） - MC・冠番組[65]
- 笑って年越したい!!笑う大晦日（日本テレビ、2022年12月31日 - 2023年1月1日）- 平成・令和チームキャプテン
- 巷(ちまた)のアカンをやっつけろ!かまいたちのやりおる学（NHK総合、2023年3月27日） - MC・冠番組[66]
- 仰天☆潜入ツアーズ（テレビ朝日、2023年7月6日・9月26日）- MC[67]
- FNSソフト工場「オモシロ未来体験モシモの21世紀」（長野放送、2023年7月21日）- MC
- とみおたち（テレビ朝日、2023年9月17日・2024年1月4日）- MC・冠番組
- 突撃!神問ハンター（テレビ東京、2023年11月19日） - MC[68]
- せーの!で編集してみたら…（NHK大阪放送局、2023年11月27日・2024年12月16日） - MC[69]
- かまいたちとたくさんのお友達（毎日放送、2024年5月12日）- 冠番組[70]
- FNS鬼レンチャン歌謡祭（フジテレビ、2024年5月29日）- 見届け人
- THE超常現象（テレビ朝日、2024年7月10日・12月17日）- MC[71]
- JAPANをスーツケースにつめ込んで! ～世界に日本を持ってった～（テレビ東京、2024年12月21日・2025年3月22日）- MC
- ニューかまー（TBS、2024年12月31日）- MC・冠番組
- 新春スペシャル 藤井聡太とかまいたち（東海テレビ、2025年1月2日）- 冠番組[72]
- 土曜プレミアム（フジテレビ）
  - ビッグオセロ（2025年2月1日）- かまいたち国（黒キング）[73]
  - 小泉孝太郎&かまいたちの芸能人テスト（2025年2月22日・6月14日）- MC・冠番組[74]
- 千鳥かまいたちゴールデンアワー（日本テレビ、2025年3月11日・29日）- MC・冠番組
- ワンピースバラエティ 海賊王におれはなるTV（フジテレビ、2025年3月29日）- MC
- 凍った悩みを60秒で瞬間解答!（フジテレビ、2025年5月30日）- MC
- ダブルインパクト～漫才&コント 二刀流No.1決定戦～（日本テレビ・読売テレビ、2025年7月21日［予定］）- MC

### ラジオ
現在のレギュラー番組
- かまいたちのヘイ!タクシー!（TBSラジオ、2018年4月4日 - ）

過去のレギュラー番組
- オンスト 火曜日（YES-fm、2007年5月 - 2010年3月）
- baseよしもと ナマワラb 木曜日（ラジオ大阪、2010年4月 - 2011年1月）
- 5upよしもと ガチモリ 木曜日（ラジオ大阪、2011年2月 - 2013年3月）
- よしもと*chatterbox! 木曜日（YES-fm、2013年4月 - 2014年4月）
- 俺達かまいたち（朝日放送〈現：朝日放送ラジオ〉、2014年1月 - 2018年3月）
- よしもとラジオ高校〜らじこー 木曜日（FM OSAKA、2014年4月 - 2018年3月）
- エビ中☆なんやねん（毎日放送、2018年6月12日 - 2021年4月6日）

### Web配信
- モノボケBATTLE（エイチ・アイ・エス関西、2010年）
- HITOSHI MATSUMOTO presents ドキュメンタル（2018年、Amazonプライム・ビデオ） - シーズン5（山内のみ出演）
- デスゲーム（AbemaTV・ウルトラゲームス、2018年2月9日 - 4月10日）[75] - 司会
- 僕たち…つきあってます!（AbemaTV、2018年4月11日 - 2019年3月25日)
- かまいたちのコント飯〜こんな時に何作る?（cookpadLive、2019年6月 - 11月）
  - 三つ星晩ご飯! かまいたち食堂（cookpadLive、2019年12月10日 - 2020年1月27日[76]）
- 重大発表あり!TOMORROW X TOGETHER 日本初の公開生放送（AbemaTV、2020年1月16日） - MC
- ≠ME革命〜初挑戦!!体当たりバラエティ＆バレンタイン告白選手権（AbemaTV、2020年2月14日） - MC[77]
- 人気芸人「かまいたち」が日本一アツい島根の森に挑む!林業機械リモート対決!!（Youtube「しまねっこch」（島根県農林水産部林業課）、2020年8月17日） - 島根林業PR大使
- TSK YouTube課 : TSKさんいん中央テレビ（「かまいたちの掟」コラボ企画。移ジューバー）[78]
- カラフル〜笑いの力で77億再生〜（2020年9月11日 - 18日、Amazonプライム・ビデオ）- 笑いの精鋭[79]
- かまいたちのタグロー byよしログ（GYAO!、2020年1月、4月 ｰ 2021年3月）
  - かまいちょぱ byよしログ（GYAO!、2021年4月 - 2023年3月）GYAO!のサービス終了に伴い番組も終了
- かまいったーTV（Twitter、2019年11月 - 2022年3月）
- ぜにいたち（ABEMA、2021年10月25日 - 2023年3月27日）[80]非常に数字も好調であったが終了
- かまいたちの笑賭け（2024年1月26日[81] - 2月23日、ABEMA）全8回[82]

特番
- ミュージック・カマー（FANY Online Ticket、2022年11月13日） - MC

### テレビドラマ
- 桃色探訪〜伝説の風俗〜 #1【渋谷編】（2020年2月29日、チャンネルNECO）- ファッションヘルスの客役[83]

### 映画
- TANG タング（2022年8月11日） - 小出光夫 役（山内） / 大釜仁 役（濱家）[84]

### テレビアニメ
- ちびまる子ちゃん（フジテレビ、2021年8月8日） - 高校生2人組役[85]
- サザエさん（フジテレビ、2023年7月23日） - 本人役

### CM
- エイチ・アイ・エス「初夢フェア」 （2010年12月 - ）
- ニューバランス（2013年）[86]
- リブ・マックス（2016年）[87]
- トマトコーポレーション（2017年）
- 住友生命「里帰りで1UP」篇（2018年）
- 味覚糖「UHAシタクリアタブレット」（2018年）
- ネイチャーラボ「MARO」（2018年）
- バンドルカード（2019年）
- NTT東日本「おまかせデータレスPC」（2020年）[88]
- プロミス「パッとピッと大喜利」（2020年）- 期間限定Web CM
- IDOM「おうちでガリバー」（2020年）[89][90]
- スカパー! 「堺議員 国会で夢中」篇（2020年）
- Cygames「プリンセスコネクト!Re:Dive」
  - 『お仕事決定』篇・『プレゼン』篇（2020年12月）
  - 『猫と練習』篇・『3周年 今年は…?』篇（2021年2月）[91]
- 湖池屋「ポテトと料理」「罪なき唐揚げ」（2021年3月）- 山内が「クレー爺コイケさん」に扮して出演[92][93][94]
- 丸井織物「オリジナルTシャツのUp-T」
  - 『穿けや！』篇『チビT』篇 『歌モノ』篇、『ボディペイント』篇[95]
- アコム「侍ビッグ3」シリーズ - 山内が家康役、濱家が秀吉役。
  - 『天下を取れるコーデ』篇『秋といえば…』編『ウィンタースポーツ』篇[96]『部屋探し』編[97]『サウナ』編『影武者』編『3B職業』編
- 京楽産業.「ぱちんこ 乃木坂46」（2021年11月）[98]
- パラッツォ（2022年4月）
- 日本コカ・コーラ「やかんの麦茶」（2022年4月 - ）[99]
- 日本マクドナルド「ひるマック」（2022年5月）
- Yogibo（2022年6月）[100]
- クリニックフォア（2022年11月- ）
- i-plug「PeaceBox」「OfferBox」（2022年12月 - 2023年）
- プレサンスコーポレーション「プレサンス レジェンド 上新庄」（2023年1月）
- バンダイ「一番くじ」（2023年3月  ）
- 王蔵グループ（2023年4月 ）
- サミー「スマスロ北斗の拳」『ザコ登場篇』、『漫才復活篇』、『リン復活篇』（2023年4月 ）
- メンズリゼ（2023年-）
- Level Infinite『Undawn』（2023年6月 ）
- AOKIホールディングス「フレッシャーズ」（2024年2月 ）
- FIRST FUN HONG KONG LIMITED「ラストウォー：サバイバル」『ラストうぉー 山内』篇、『ラストうぉー 濱家』篇（2024年5月  ）[101]
- サミー「e北斗の拳10」（2024年8月）[102]

### CD・DVD
- This is かまいたち - 初単独DVD
- baseよしもとネタトウタ2007
- 凹base(ボコベース)〜baseよしもと裏面集2009〜
- 凸base(デコベース)   よしもとネタ全集2010
- 凹base(ボコベース)〜baseよしもと水泳大会2010〜
- 裏baseNEXTブレイク芸人大集合2010
- 凸base(デコベース)  〜 baseよしもとネタ全集2011〜
- 5upよしもとネタ大全集2012〜本ネタ&裏ネタコレクション〜
- M-1グランプリ2017 人生大逆転! 〜崖っぷちのラストイヤー〜 （2018年5月23日）
- M-1グランプリ2018〜若き伏兵はそこにいた〜 （2019年5月29日）
- M-1グランプリ2019〜史上最高681点の衝撃〜 （2020年6月3日）

### オーディオコミック
- かまいたちの東京流儀〜コロコロチキチキペッパーズ編〜（Audible、よしもと音声研究所Vol.2、2019年2月11日- ※2018年7月7日収録）-パート1、2、3
- かまいたちの東京流儀〜尼神インター編〜（Audible、よしもと音声研究所Vol.3、2019年3月11日- ※2018年6月1日収録）-パート1、2、3

### ミュージックビデオ
- きゃりーぱみゅぱみゅ 「かまいたち」（2020年4月24日）[103]
- NMB48 「人生は長いんだ」（2023年10月24日） - 「渋谷凪咲 with ダイアン かまいたち 見取り図」として一部歌唱も担当[104]

### ゲームアプリ
- 対決!よしもと大運動会（2019年10月14日、よしもとゲームズ）山内コウモリ、濱家トカゲの声[105][106]

## 開催ライブ一覧
| 開催日   | ライブタイトル                                                                  | 会場                     | 備考                                                                        |
| 2006年   | 2006年                                                                          | 2006年                   | 2006年                                                                      |
| -------- | ------------------------------------------------------------------------------- | ------------------------ | --------------------------------------------------------------------------- |
| 10月5日  | 「かまいたちの朝」 〜「かまいたちの夜」からもじりました。                       | baseよしもと             | 初めての単独ライブ。                                                        |
| 2007年   |                                                                                 |                          |                                                                             |
| 3月3日   | 「鎌ヌンチャク」                                                                | baseよしもと             |                                                                             |
| 10月18日 | 「必死こいて汗かいて頑張ってつくったネタですねん、おもろいでっせ。」            | baseよしもと             |                                                                             |
| 2008年   |                                                                                 |                          |                                                                             |
| 2月21日  | 「鎌鼬発進」                                                                    | baseよしもと             |                                                                             |
| 7月5日   | 「なに、ちくびコリコリしてんねん！！」                                          | baseよしもと             |                                                                             |
| 11月7日  | 「売れるということ〜鎌漫才鼬〜」                                                | baseよしもと             |                                                                             |
| 2009年   |                                                                                 |                          |                                                                             |
| 1月11日  | 「濱鼬」                                                                        | baseよしもと             | 濱家のみ。                                                                  |
| 3月1日   | 「ダイアモンド」                                                                | baseよしもと             |                                                                             |
| 3月15日  | 「濱鼬」                                                                        | baseよしもと             | 濱家のみ。                                                                  |
| 3月20日  | 「あるある部」                                                                  | baseよしもと             | 山内のみ。                                                                  |
| 5月5日   | 「濱鼬」                                                                        | baseよしもと             | 濱家のみ。                                                                  |
| 6月6日   | 「メディアに気をとられないように」                                              | baseよしもと             |                                                                             |
| 9月8日   | 「ほぼ完璧」                                                                    | baseよしもと             |                                                                             |
| 2010年   |                                                                                 |                          |                                                                             |
| 2月22日  | 「山内逮捕」                                                                    | baseよしもと             |                                                                             |
| 3月31日  | 「優勝者山内」                                                                  | baseよしもと             |                                                                             |
| 4月5日   | 「かまいたち東京初単独ライブ」                                                  | よしもとプリンスシアター |                                                                             |
| 5月7日   | 「よく見たら山内」                                                              | baseよしもと             |                                                                             |
| 6月19日  | 「かまいたちのDVD出たよ山内」                                                   | baseよしもと             |                                                                             |
| 7月15日  | 「頑張ってる山内」                                                              | baseよしもと             |                                                                             |
| 8月8日   | 「真夏の山内」                                                                  | baseよしもと             |                                                                             |
| 8月22日  | 「二回目」                                                                      | baseよしもと             |                                                                             |
| 9月19日  | 「山内健司です。」                                                              | baseよしもと             |                                                                             |
| 9月19日  | 「濱家隆一です。」                                                              | baseよしもと             | トークライブ。                                                              |
| 11月14日 | 「いぇいいぇいいぇい」                                                          | baseよしもと             | トークライブ。                                                              |
| 2011年   |                                                                                 |                          |                                                                             |
| 2月25日  | 「新たなる挑戦」                                                                | 5upよしもと              |                                                                             |
| 6月25日  | 「しびれるぅ〜」                                                                | 5upよしもと              |                                                                             |
| 8月21日  | 「頑張れかまいたち」                                                            | 5upよしもと              |                                                                             |
| 12月17日 | 「来年への決意表明」                                                            | 5upよしもと              |                                                                             |
| 2012年   |                                                                                 |                          |                                                                             |
| 1月18日  | 「まず一つ」                                                                    | 5upよしもと              |                                                                             |
| 2月19日  | 「まだまだ」                                                                    | 5upよしもと              |                                                                             |
| 3月17日  | 「この流れ」                                                                    | 5upよしもと              |                                                                             |
| 4月17日  | 「ワンパンチ」                                                                  | 5upよしもと              |                                                                             |
| 5月15日  | 「劇場がにぎわいますように」                                                    | 5upよしもと              |                                                                             |
| 6月20日  | 「うっす！」                                                                    | 5upよしもと              |                                                                             |
| 7月21日  | 「はぁはぁはぁ。。。しんどい」                                                  | 5upよしもと              |                                                                             |
| 8月22日  | 「もうそろそろやねー」                                                          | 5upよしもと              |                                                                             |
| 9月29日  | 「タイトル未定」                                                                | 5upよしもと              |                                                                             |
| 10月27日 | 「トーク重視」                                                                  | 5upよしもと              |                                                                             |
| 11月24日 | 「来年をみています」                                                            | 5upよしもと              |                                                                             |
| 12月22日 | 「シメ」                                                                        | 5upよしもと              |                                                                             |
| 2013年   |                                                                                 |                          |                                                                             |
| 4月6日   | 「ブレイクちょい前」                                                            | 5upよしもと              |                                                                             |
| 7月5日   | 「漫才とトーク二本立て」                                                        | 5upよしもと              |                                                                             |
| 8月10日  | 「夏かま！！！」                                                                | 5upよしもと              |                                                                             |
| 11月16日 | 「わては若手やで」                                                              | 5upよしもと              |                                                                             |
| 2014年   |                                                                                 |                          |                                                                             |
| 2月2日   | 「ありがとうファン」                                                            | 5upよしもと              |                                                                             |
| 4月29日  | 「10ねんって」                                                                  | 5upよしもと              |                                                                             |
| 5月26日  | 「見つめ直し」                                                                  | 5upよしもと              |                                                                             |
| 6月29日  | 「福井からの卒業」                                                              | 5upよしもと              |                                                                             |
| 7月21日  | 「特大おもしろネタ花火”ドーン！！”」                                            | 5upよしもと              |                                                                             |
| 8月25日  | 「かまいたちが東京で単独ライブをする。ルミネで。」                              | ルミネtheよしもと        |                                                                             |
| 2015年   |                                                                                 |                          |                                                                             |
| 3月25日  | 「今からやります」                                                              | 道頓堀ZAZA HOUSE         |                                                                             |
| 5月20日  | 「祝初心斎橋劇場単独舞台」                                                      | 大丸心斎橋劇場           |                                                                             |
| 6月23日  | 「かまいたち、ファンの集い」                                                    | 大丸心斎橋劇場           |                                                                             |
| 7月27日  | 「山ちゃん濱ちゃん、祭りだわっしょい」                                          | 大丸心斎橋劇場           |                                                                             |
| 8月25日  | 「今年最後の単独ライブ！今年出来たいいネタすべて見せます！」                    | 大丸心斎橋劇場           |                                                                             |
| 2016年   |                                                                                 |                          |                                                                             |
| 3月1日   | 「西の魔王、かまいたち降臨」                                                    | 大丸心斎橋劇場           |                                                                             |
| 5月9日   | 「かまトーク！」                                                                | 大丸心斎橋劇場           | トークライブ。ゲスト・笑い飯                                                |
| 5月23日  | 「春いたち」                                                                    | 大丸心斎橋劇場           |                                                                             |
| 7月24日  | 「かまトーク！」                                                                | 大丸心斎橋劇場           | トークライブ。ゲスト・ダイアン                                              |
| 8月14日  | 「夏いたち」                                                                    | 大丸心斎橋劇場           |                                                                             |
| 11月29日 | 「初冬いたち」                                                                  | 大丸心斎橋劇場           |                                                                             |
| 12月20日 | 「東京いたち」                                                                  | 赤坂RED/THEATER          |                                                                             |
| 2017年   |                                                                                 |                          |                                                                             |
| 3月15日  | 「初春いたち〜全てのチャンピオンになるために〜」                                | 大丸心斎橋劇場           |                                                                             |
| 4月30日  | 「東京いたち〜全てのチャンピオンになるために〜」                                | 新宿シアターモリエール   |                                                                             |
| 6月18日  | 「紫陽花いたち〜全てのチャンピオンになるために〜」                              | YES THEATER              |                                                                             |
| 8月20日  | 「かまいたち なんばグランド花月初単独ライブ〜全てのチャンピオンになるために〜」 | なんばグランド花月       |                                                                             |
| 2018年   |                                                                                 |                          |                                                                             |
| 3月4日   | 「おおきに大阪いたち〜ここまで育ててくれた皆さんへ〜」                          | なんばグランド花月       |                                                                             |
| 4月4日   | 「きたぜ東京いたち〜東京の皆さん、こんにちは〜」                                | ルミネtheよしもと        |                                                                             |
| 7月16日  | 「かまいたち単独ライブ 海の日いたち」                                           | ルミネtheよしもと        |                                                                             |
| 10月9日  | 「大阪いたち〜残すはあとひとつ〜」                                              | なんばグランド花月       |                                                                             |
| 2019年   |                                                                                 |                          |                                                                             |
| 4月26日  | 「コンビ結成15周年いたち〜素直・謙虚・感謝〜 in TOKYO」                         | ルミネtheよしもと        | 初全国ツアー。ゲスト・とろサーモン、にゃんこスター                          |
| 5月3日   | 「コンビ結成15周年いたち〜素直・謙虚・感謝〜 in NAGOYA」                        | 東文化小劇場             | ゲスト・GAG                                                                 |
| 5月31日  | 「コンビ結成15周年いたち〜素直・謙虚・感謝〜 in FUKUOKA」                       | イムズホール             | ゲスト・おいでやす小田、守谷日和                                            |
| 7月20日  | 「コンビ結成15周年いたち〜素直・謙虚・感謝〜 in SAPPORO」                       | 札幌市教育文化会館       | ゲスト・バイク川崎バイク                                                    |
| 8月22日  | 「コンビ結成15周年いたち〜素直・謙虚・感謝〜 in OSAKA」                         | なんばグランド花月       | ゲスト・天竺鼠、藤崎マーケット                                              |
| 2021年   |                                                                                 |                          |                                                                             |
| 9月25日  | 「かまいたち単独ライブ2021『on the way』」                                      | harevutai                | 初のマルチアングル配信 ※売上枚数で吉本主催ライブ歴代１位 ゲスト・ライス関町 |
| 2023年   |                                                                                 |                          |                                                                             |
| 2月2日   | 「かまいたち単独ライブin武道館『DESIRE』」                                      | 日本武道館               |                                                                             |
| 2024年   |                                                                                 |                          |                                                                             |
| 11月3日  | 「かまいたち単独ライブ ネタ師たち」                                             | ルミネtheよしもと        |                                                                             |
| 12月8日  | 「かまいたち単独ライブ ネタ師たち」                                             | なんばグランド花月       |                                                                             |